# Проскурин, Сергей Георгиевич
Сергей Георгиевич Проскурин (род. 26 января 1957, Старый Оскол, Белгородская область, СССР) — российский музыкант, солист-трубач, педагог и дирижёр. Заслуженный работник культуры Российской Федерации (2013).

## Биография
Музыкальное образование:
1964-1970 гг. – Старооскольская детская музыкальная школа им. М.Г. Эрденко;
1971-1975 гг. – Губкинское музыкальное училище, класс трубы В.И. Мельникова;
1975-1980 гг. – Саратовская государственная консерватория им. Л.В. Собинова, класс трубы заслуженного деятеля искусств РСФСР, профессора
А.Д. Селянина;
1985-1987 гг. – ассистентура-стажировка (аспирантура) в Саратовской государственной консерватории по классу трубы заслуженного деятеля
искусств РСФСР, профессора А.Д. Селянина;
1988 г. – Московская государственная консерватория им. П.И. Чайковского, стажировка по классу трубы заслуженного артиста РСФСР Л.В. Володина;
1999 г. – Бухарестский национальный университет музыки, стажировка по классу оперно-симфонического дирижирования профессора Д. Гоя;
2000-2002 гг. – Саратовская государственная консерватория им. Л.В. Собинова, аспирантура по специальности «Дирижирование» в классе
народного артиста РСФСР, профессора Ю.Л. Кочнева;
2000-2001 гг. – Санкт-Петербургская государственная консерватория (Академия) им. Н.А. Римского-Корсакова, стажировка по специальности
«Оперно-симфонического дирижирования» в классе народного артиста РФ, профессора Р.Э. Мартынова.

Работа:
1976 -1977 гг. – оркестр Саратовского академического театра оперы и балета им. Н.Г. Чернышевского. Артист оркестра;
1977-1978 гг. – симфонический оркестр Саратовской областной филармонии им. А.Г. Шнитке. Артист оркестра;
1979-1981 гг. – оркестр Ростовской областной государственной филармонии. Артист оркестра;
1983-1985 гг. – Кишиневский государственный институт искусств. Преподаватель класса трубы кафедры духовы и ударных инструментов;
1985-1987 гг. – Саратовская государственная консерватория им. Л.В. Собинова. Преподаватель класса трубы кафедры духовых и ударных
инструментов;
1987-1990 гг. – Молдавская государственная консерватория им. Г. Музическу. Заведующий кафедры эстрадной и джазовой музыки (основатель
кафедры). Старший преподаватель класса трубы кафедры духовых и
ударных инструментов;
1987-1990 гг. – художественный руководитель и дирижер оркестра «Молдова» Молдавской государственной консерватории. (Создатель
оркестра);
1987-1990 гг. – художественный руководитель Кишиневского Брасс- квинтета. (Создатель ансамбля);
1989-1990 гг. – оркестр Молдавского государственного театра оперы и балета, концертмейстер группы труб;
1991-2000 гг. – солист Скандинавии (Швеция);
1993-2000 гг. – консерватория города Фалюн (Швеция). Преподаватель класса трубы и ансамбля;
1995-1997 гг. – Королевская Академия Музыки. Копенгаген (Дания). Преподаватель класса трубы и ансамбля;
2001 г. – Воронежская государственная филармония. Дирижер камерного оркестра;
2001-2005 гг. – Курская областная государственная филармония. Главный дирижер симфонического оркестра;
2003-2018 гг. – Курский государственный университет. Главный дирижер «Русского камерного оркестра». (Создатель коллектива);
2005-2011 гг. – профессор Курского государственного университета;
2005-2007 гг. – гость-профессор Венской консерватории им. Л.ван Бетховена (Австрия);
2011-2018 гг. – Курский государственный университет. Заведующий кафедрой инструментального исполнительства. (Создатель кафедры);
2018-2019 гг. – Саратовская государственная консерватория им. Л.В. Собинова. Заведующий кафедрой дирижирования;
2019 г. - по н.вр. – Курская областная государственная филармония. Главный дирижер Губернаторского камерного оркестра. (Создатель коллектива).
2019 г.- Креативный директор Международного благотворительного фонда Натальи Гутман по содействию развития общего и профессионального музыкального образования, музыкальной культуры, искусства и исполнительства. г.Москва.
2020 г. - директор Научного бюджетного учреждения Курской области «Научно-методический центр музыкальной культуры и искусства»
2022 г. - Советник Губернатора Рязанской области
2022 г. - Главный дирижер и художественный руководитель камерного оркестра Рязанской области (создатель коллектива)
2023 г. -советник Международной федерации городошного спорта РФ       

## Награды
1987 г. – дипломант первого Международного конкурса брасс-квинтетов (Саратов);
1989 г. – лауреат Международного фестиваля-конкурса современной музыки (г. Кишинев);
1997 г. – «Приз культуры Даларны» (Швеция);
2003 г. – «Человек года города Курска – 2003», в номинации «Новые имена»;
2004 г. – лауреат Международного конкурса-фестиваля классической музыки в городе Эль-Джеме(Тунис);
2004 г. – «Менеджер года – 2004», в номинации «Культура» с вручением почетной медали в Кремле;
2005 г. – присуждена ученая степень кандидата искусствоведения (ДКН №002582);
2006 г. – присвоено ученое звание доцента (ДЦ №002480);
2006 г. – медаль губернатора Красного моря Baka El-Rashidy (Египет);
2009 г. – присвоено ученое звание профессор (ПР № 005599);
2011 г. – памятный знак «За труды и Отечество»;
2011 г. – медаль ордена Святителя Николая, архиепископа Мирликийского Чудотворца, «За заслуги в благотворительности»;
2012 г. – почетный знак «За особые заслуги перед городом Курском»;
2013 г. – Заслуженный работник культуры Российской Федерации (20 мая 2013 года) — за заслуги в области культуры и многолетнюю плодотворную работу;
2013 г. – знак почета Курского государственного университета;
2014 г. – медаль за значительный вклад в подготовку и проведение ХХII Олимпийских зимних игр и ХI Паралимпийских игр г. Сочи. Президент России В.В. Путин;
2014 г. – действительный член (академик) Международной академии творчества г. Москва;
2014 г. – премия «За лучшую запись компакт-диска классической музыки», по версии Шведской фирмы APM Film&Music CO;
2015 г. – за возрождение Российской музыкальной культуры награждён Медалью Императорского ордена Святой Анны. Мадрид от 4 ноября 2015;
2016 г. – премия имени Натальи Сац и медаль Международной академии творчества за выдающийся творческий вклад в музыкальное искусство, г. Москва, от 15 апреля 2016;
2017 г. – орден Святителя Николая архиепископа Мирликийского Чудотворца «За выдающиеся заслуги в делах благотворительности и милосердия, во славу Земли и народа российского»;
2017 г. – удостоен медали «Слава и честь» 1 степени Русской православной церкви за вклад в сохранение традиционных ценностей в обществе. Награда № 83 Патриарх Московский и всея Руси Кирилл.
2020 г. - награжден медалью за бескорыстный вклад в организацию общероссийской акции "Мы Вместе" Президентом РФ В.В. Путиным
2022 г. - За достигнутые успехи в профессиональной деятельности в области культуры и искусства Медаль за заслуги перед Курской областью III степени (24.01.2022 г.)
2022 г. - За многолетний добросовестный труд, вклад в развитие музыкального искусства в Курской области, активную общественную деятельность присвоено почетное звание Почетный гражданин Курской области (протокол от 29.11.2022 №3)
2023 г. - победитель Гранта Министерства культуры РФ - проект "МУЛЬТКОНЦЕРТ"
2023 г. Приказом министра обороны Росийской Федерации Награжден медалью министерства обороны РФ
«За укрепление боевого сотружества» (от 15 августа 2023 г. №1132) 
2023 г. Памятным знаком Губернатора Рязанской области «270 лет со дня рождения Германа Аляскинского» награждён Проскурин сергей Георгиевич за высокий профессионализм, подготовку и проведение I Международного фестиваля «Русская опера». 26.12.2023
2025 г. - Орден «За заслуги в культуре и искусстве» (3 марта 2025 года) — за заслуги в области культуры и искусства, многолетнюю плодотворную деятельность
Сергей Георгиевич Проскурин
Сергей Георгиевич Проскурин сотрудничал с народным артистом СССР Евгением Светлановым, народным артистом СССР Мстиславом
Ростроповичем, народной артисткой СССР Марией Биешу, народным артистом СССР Александром Ведерниковым, народной артисткой Грузии
Маринэ Яшвили, заслуженным артистом РФ Михаилом Петуховым, Джонатаном Бреттом (Великобритания), Маком Калоком (Гонконг), Натаном
Белоу (США), Лучиано Ланфранке (Италия), Такаеши Ванами (Япония), Сэмми Стольхамером (Швеция), лауреатом Международного конкурса
имени П.И. Чайковского Дмитрием Маслеевым и многими другими артистами.
Сергей Георгиевич Проскурин выступал с концертами как солист- трубач и дирижер, давал мастер-классы в городах России, Японии,
Великобритании, Тайваня, США, Гонконга, Швеции, Дании, Норвегии, Германии, Испании, Франции, Австрии, Ирландии и многих других странах.
Маэстро Проскурин является создателем Русского камерного оркестра, завоевавшего популярность во многих странах мира, организатором
международных фестивалей классической музыки «Великие композиторы и выдающиеся исполнители» (Испания, Швеция, Ирландия, Германия, Россия),
«Международных Марьинских Ассамблей», которые ежегодно проходят в дворцово-парковом ансамбле санатория Управления делами Президента
Российской Федерации «Марьино», где имели возможность выступать солисты Большого театра РФ, солисты театра «Ковент Гарден», солисты
миланского театра оперы и балета «Ла Скала», солисты шведского Королевского оркестра Стокгольма «Дротнинсхольм», солисты датской
Королевской оперы, солисты Берлинского симфонического оркестра, бельгийской Королевской оперы.
С.Г. Проскурин был организатором совместного проекта Русского камерного оркестра с Московской государственной консерваторией имени
П.И. Чайковского «Мост дружбы», совместного проекта Русского камерного оркестра с Международным фондом Владимира Спивакова, совместного
проекта «Солисты Королевской оперы Стокгольма – Русский камерный оркестр», «Русский камерный оркестр – детям».
Сергей Георгиевич Проскурин является членом Международной гильдии трубачей (ITG). Записал более 20 компакт-дисков. Опубликовал
более 200 научных, творческих и методических работ. Сергеем Георгиевичем были изданы монографии: “Проблемы исполнительства на трубе музыки
эпохи барокко: инструментарий, репертуар, традиции” 2007г., “Труба “золотого века” 2019г.
С.Г. Проскурин − член жюри престижных международных конкурсов: Международного конкурса камерной музыки (г. Кишинев, Молдова,
1985,1989 гг.), Международного конкурса «Живая музыка» (г. Стокгольм, Швеция, 1995г.), Международного конкурса «Моцарт − вундеркинд» (г.
Мюрццушлаг, Австрия, 2006 г.), Международного конкурса «Вена классическая» (г. Вена, Австрия, 2007 г.), Международного конкурса
исполнителей на духовых и ударных инструментах (г. Астана, Казахстан, 2015 г.). Член жюри международного евразийского конкурса исполнителей "Хрустальный мост" (Россия, Казахстан, Израиль, Швеция, Испания, Чехия, Греция, Кипр, 2020 г. ) Член жюри конкурса молодых композиторов "Партитура", ( г. Москва 2022 г.)